# Halo Online
Halo Online — планировавшаяся игра серии Halo, сосредоточенная исключительно на мультиплеере. Разработчиками игры выступали компании Saber Interactive и Innova Systems при поддержке со стороны 343 Industries. Игра была анонсирована 25 марта 2015 года, а её закрытое бета-тестирование началось 21 апреля исключительно на территории России. 28 декабря закрытое бета-тестирование было приостановлено, а 24 августа 2016 года команда разработчиков объявила о закрытии игры в её нынешнем виде.

## Сюжет
Действие Halo Online должно было разворачиваться вскоре после событий Halo 3. Местом действия выступала секретная космическая станция ККОН под названием «Наковальня», где в симулированных боевых занятиях тренируются солдаты из числа Спартанцев IV поколения и расы сангхейли для оттачивания своих боевых навыков и испытания экспериментальных технологий.

## Геймплей
Halo Online включала в себя многие классические виды оружия и техники из вселенной Halo, включая «Шершень» и энергетический меч. В игру также было включено несколько совершенно новых видов оружия и брони. Мультиплеерные карты для игры были отобраны из числа наиболее полюбившихся игрокам карт прошлых игр Halo и дополнены несколькими новыми — одна из которых, в частности, расположена на территории российского города Тюмень. Будучи игрой для ПК, Halo Online оптимизировалась под управление с помощью клавиатуры и мыши. На момент тестирования онлайн-матчи игры способны были принимать до 16 игроков, а минимальное количество для начала игры равнялось 4 игрокам.
Игроки могли настраивать под себя свою экипировку, включая броню, оружие и способности. Для многих видов оружия были разработаны подвиды, у каждого из которых увеличена одна характеристика: скорострельность, урон и точность. В отличие от многих игр Halo, пользователи не могли подбирать свой комплект доспехов по отдельным частям: смена брони происходила полностью.
В Halo Online, как и в Halo 5: Guardians, была проработана анимация победителей в конце матча. Правда, вместо всей команды в ней показывались только трое лучших участников.
В Halo Online игрокам была открыта возможность прокачивать своих персонажей по трём видам специальностей: Штурмовик, Снайпер и Тактик. В зависимости от выбранной специализации менялась первичная экипировка игрока, включая основное оружие и броню.
го радиуса действия датчика движений или увеличения урона от рукопашных атак.

## Разработка
Halo Online создавалась на основе сильно видоизменённого игрового движка Halo 3 и оптимизирована для бесперебойной работы даже на маломощных компьютерах.
6 апреля 2015 года стартовало закрытое альфа-тестирование Halo Online. Всем, кто принял участие в первом дне того тестирования, был выдан особый комплект брони, подчёркивающий их участие в тестировании проекта с самого первого дня. Серверы альфа-тестирования на протяжении каждого дня этого периода оставались активными лишь на недолгое количество часов. 11 сентября 2015 года закрытое альфа-тестирование было прекращено, и вся статистика и прогресс игроков, участвовавших в ней, были стёрты.
30 сентября, спустя 19 дней после окончания альфы, проект перешёл к стадии закрытого бета-тестирования, которая длилась до 28 декабря 2015 года. Комментируя остановку теста, разработчики признались, что столкнулись с серьёзными проблемами в процессе разработки игры, и по совету 343 Industries решили приостановить тестирование, чтобы отправить игру на несколько месяцев на «серьёзную доработку». В силу этого обстоятельства всем пользователям, купившим эксклюзивный премиум-комплект испытателей, была предложена компенсация. 24 августа 2016 года Innova Systems анонсировала новость о том, что в Microsoft Studios по-прежнему не пришли к решению о дальнейшей судьбе проекта, а игра в её нынешнем виде никогда не будет выпущена. Это поставило перспективу выпуска Halo Online под вопрос. На сегодняшний день издатель отключил веб-сайт игры, а также её страницу ВКонтакте.